# Regering-de Donnea
De regering-de Donnea (18 oktober 2000 - 6 juni 2003) was een Brusselse Hoofdstedelijke Regering, onder leiding van François-Xavier de Donnea (PRL). Het was een vijfdelige coalitie: de liberalen (PRL-FDF-MCC (27 zetels) en VLD (2 zetels)), de socialisten (PS (13 zetels) en SP (2 zetels)) en de Vlaamse christendemocraten CVP (3 zetels). 
De regering volgde de regering-Simonet I op na het vertrek van minister-president Jacques Simonet en werd opgevolgd door de regering-Ducarme.

## Samenstelling
| Naam                     | Naam                             | Partij                           | Partij | Functie en bevoegdheden | Termijn                       |
| ------------------------ | -------------------------------- | -------------------------------- | ------ | --- | ----------------------------- |
|                          | François-Xavier de Donnea (1941) |                                  | PRL    | Minister-president en Minister Lokale Overheden, Ruimtelijke Ordening, Monumenten en Sites, Stedelijke Vernieuwing en Wetenschappelijk Onderzoek | 18 oktober 2000 - 6 juni 2003 |
|                          | Jos Chabert (1933-2014)          |                                  | CVP    | Minister Openbare Werken, Transport, Brandbestrijding en Noodhulp                                                                                | 18 oktober 2000 - 6 juni 2003 |
|                          | Éric Tomas (1948)                |                                  | PS     | Minister Werkgelegenheid, Economie, Energie en Huisvesting                                                                                       | 18 oktober 2000 - 6 juni 2003 |
|                          | Guy Vanhengel (1958)             |                                  | VLD    | Minister Financiën, Begroting, Ambtenarenzaken en Buitenlandse Betrekkingen                                                                      | 18 oktober 2000 - 6 juni 2003 |
|                          | Didier Gosuin (1952)             |                                  | FDF    | Minister Milieu, Natuurbehoud, Waterbeleid en Openbare Netheid                                                                                   | 18 oktober 2000 - 6 juni 2003 |
| Minister Vernieuwing     | Didier Gosuin (1952)             | 18 oktober 2000 - 1 januari 2002 | FDF    | |                               |
| Minister Handel          | Didier Gosuin (1952)             | 1 januari 2002 - 6 juni 2003     | FDF    | |                               |
|                          | Willem Draps (1952)              |                                  | PRL    | Staatssecretaris Ruimtelijke Ordening, Monumenten en Sites en Betaald Personenverkeer                                                            | 18 oktober 2000 - 6 juni 2003 |
|                          | Robert Delathouwer (1953)        |                                  | SP     | Staatssecretaris Mobiliteit, Ambtenarenzaken en Brandbestrijding en Noodhulp                                                                     | 18 oktober 2000 - 6 juni 2003 |
|                          | Alain Hutchinson (1949)          |                                  | PS     | Staatssecretaris Huisvesting | 18 oktober 2000 - 6 juni 2003 |
| Staatssecretaris Energie | Alain Hutchinson (1949)          | 1 januari 2002 - 6 juni 2003     | PS     | |                               |

### Gemeenschapscommissies

#### Gemeenschappelijke Gemeenschapscommissie (GGC)
| Naam | Naam                             | Partij | Partij | Functie en bevoegdheden                                                  |
| ---- | -------------------------------- | ------ | ------ | ------------------------------------------------------------------------ |
|      | François-Xavier de Donnea (1941) |        | PRL    | Voorzitter                                                               |
|      | Jos Chabert (1933-2014)          |        | CVP    | Minister Gezondheidsbeleid, Financiën, Begroting en Externe Betrekkingen |
|      | Didier Gosuin (1952)             |        | FDF    | Minister Gezondheidsbeleid, Financiën, Begroting en Externe Betrekkingen |
|      | Éric Tomas (1948)                |        | PS     | Minister Beleid inzake Bijstand aan Personen en Ambtenarenzaken          |
|      | Guy Vanhengel (1958)             |        | VLD    | Minister Beleid inzake Bijstand aan Personen en Ambtenarenzaken          |

#### Vlaamse Gemeenschapscommissie (VGC)
| Naam                 | Naam                      | Partij                        | Partij | Functie en bevoegdheden                                   | Termijn                       |
| -------------------- | ------------------------- | ----------------------------- | ------ | --------------------------------------------------------- | ----------------------------- |
|                      | Robert Delathouwer (1953) |                               | SP     | Voorzitter Cultuur, Sport, Mediabeleid en Ambtenarenzaken | 18 oktober 2000 - 6 juni 2003 |
|                      | Jos Chabert (1933-2014)   |                               | CVP    | Minister Welzijn en Gezondheid                            | 18 oktober 2000 - 6 juni 2003 |
| Minister Patrimonium | Jos Chabert (1933-2014)   | 18 oktober 2002 - 6 juni 2003 | CVP    |                                                           |                               |
|                      | Guy Vanhengel (1958)      |                               | VLD    | Minister Onderwijs, Beroepsopleiding en Begroting         | 18 oktober 2000 - 6 juni 2003 |

#### Franse Gemeenschapscommissie (FGC)
| Naam | Naam                             | Partij | Partij | Functie en bevoegdheden |
| ---- | -------------------------------- | ------ | ------ | --- |
|      | Éric Tomas (1948)                |        | PS     | Voorzitter Onderwijs, Beroepsomscholing, Transport naar School, Samenwerking met de Lokale Besturen, Relaties met de Franse Gemeenschap en het Waals Gewest en Internationale Relaties |
|      | François-Xavier de Donnea (1941) |        | PRL    | Minister Ambtenarenzaken |
|      | Didier Gosuin (1952)             |        | FDF    | Minister Cultuur, Toerisme, Sport, Jeugd en Gezondheid |
|      | Willem Draps (1952)              |        | PRL    | Minister Beroepsopleiding en Permanente Vorming van de Middenklasse en Bijstand aan Personen met een Handicap                                                                          |
|      | Alain Hutchinson (1949)          |        | PS     | Minister Begroting, Sociale Actie en Gezin |

### Herschikkingen
- Op 1 januari 2002 verliest Didier Gosuin de bevoegdheid Vernieuwing en krijgt er de bevoegdheid Buitenlandse Handel bij. Alain Hutchinson krijgt er de bevoegdheid Energie bij.

Picqué I · 
Picqué II · 
Simonet I · 
de Donnea · 
Ducarme · 
Simonet II · 
Picqué III · 
Picqué IV · 
Vervoort I ·
Vervoort II ·
Vervoort III